# Châteaubernard
Châteaubernard és un municipi francès situat al departament del Charente i a la regió de la Nova Aquitània. L'any 2007 tenia 3.884 habitants.

## Demografia

### Població
El 2007 la població de fet de Châteaubernard era de 3.884 persones. Hi havia 1.664 famílies de les quals 493 eren unipersonals (195 homes vivint sols i 298 dones vivint soles), 651 parelles sense fills, 365 parelles amb fills i 155 famílies monoparentals amb fills.
La població ha evolucionat segons el següent gràfic:
Habitants censats

### Habitatges
El 2007 hi havia 1.806 habitatges, 1.685 eren l'habitatge principal de la família, 18 eren segones residències i 102 estaven desocupats. 1.528 eren cases i 272 eren apartaments. Dels 1.685 habitatges principals, 1.154 estaven ocupats pels seus propietaris, 508 estaven llogats i ocupats pels llogaters i 23 estaven cedits a títol gratuït; 29 tenien una cambra, 95 en tenien dues, 233 en tenien tres, 568 en tenien quatre i 760 en tenien cinc o més. 1.350 habitatges disposaven pel capbaix d'una plaça de pàrquing. A 869 habitatges hi havia un automòbil i a 656 n'hi havia dos o més.

### Piràmide de població
La piràmide de població per edats i sexe el 2009 era:
| Homes | Edats   | Dones |
| ----- | ------- | ----- |
| 0     | 95 o +  | 4     |
| 8     | 90 a 94 | 8     |
| 24    | 85 a 89 | 20    |
| 28    | 80 a 84 | 44    |
| 80    | 75 a 79 | 124   |
| 108   | 70 a 74 | 120   |
| 92    | 65 a 69 | 120   |
| 84    | 60 a 64 | 104   |
| 116   | 55 a 59 | 92    |
| 144   | 50 a 54 | 128   |
| 148   | 45 a 49 | 184   |
| 136   | 40 a 44 | 132   |
| 108   | 35 a 39 | 132   |
| 88    | 30 a 34 | 76    |
| 68    | 25 a 29 | 124   |
| 104   | 20 a 24 | 68    |
| 128   | 15 a 19 | 68    |
| 132   | 10 a 14 | 104   |
| 76    | 5 a 9   | 116   |
| 52    | 0 a 4   | 52    |

## Economia
El 2007 la població en edat de treballar era de 2.437 persones, 1.630 eren actives i 807 eren inactives. De les 1.630 persones actives 1.460 estaven ocupades (783 homes i 677 dones) i 170 estaven aturades (62 homes i 108 dones). De les 807 persones inactives 350 estaven jubilades, 207 estaven estudiant i 250 estaven classificades com a «altres inactius».

### Ingressos
El 2009 a Châteaubernard hi havia 1.663 unitats fiscals que integraven 3.717,5 persones, la mediana anual d'ingressos fiscals per persona era de 18.109 €.

### Activitats econòmiques
Dels 320 establiments que hi havia el 2007, 4 eren d'empreses extractives, 4 d'empreses alimentàries, 1 d'una empresa de fabricació de material elèctric, 32 d'empreses de fabricació d'altres productes industrials, 15 d'empreses de construcció, 122 d'empreses de comerç i reparació d'automòbils, 10 d'empreses de transport, 22 d'empreses d'hostatgeria i restauració, 1 d'una empresa d'informació i comunicació, 15 d'empreses financeres, 8 d'empreses immobiliàries, 31 d'empreses de serveis, 38 d'entitats de l'administració pública i 17 d'empreses classificades com a «altres activitats de serveis».
Dels 49 establiments de servei als particulars que hi havia el 2009, 1 era una oficina del servei públic d'ocupació, 1 oficina de correu, 1 una oficina bancària, 10 tallers de reparació d'automòbils i de material agrícola, 3 tallers d'inspecció tècnica de vehicles, 1 establiment de lloguer de cotxes, 1 autoescola, 1 paleta, 4 guixaires pintors, 1 fusteria, 1 lampisteria, 4 electricistes, 2 empreses de construcció, 7 perruqueries, 7 restaurants, 1 agència immobiliària i 3 tintoreries.
Dels 41 establiments comercials que hi havia el 2009, 1 era un hipermercat, 1 un supermercat, 1 una gran superfície de material de bricolatge, 2 fleques, 1 una llibreria, 8 botigues de roba, 1 una botiga d'equipament de la llar, 3 sabateries, 3 botigues d'electrodomèstics, 8 botigues de mobles, 2 botigues de material esportiu, 4 drogueries, 1 una perfumeria, 2 joieries i 3 floristeries.
L'any 2000 a Châteaubernard hi havia 12 explotacions agrícoles.

## Equipaments sanitaris i escolars
El 2009 hi havia 1 hospital de tractaments de curta durada i 2 farmàcies.
El 2009 hi havia 2 escoles maternals i 3 escoles elementals.

## Poblacions més properes
El següent diagrama mostra les poblacions més properes.